# Киньоло д'Изола
Киньо̀ло д'Ѝзола (на италиански: Chignolo d'Isola; на ломбардски: Chignöl, Киньол) е малкло градче и община в Северна Италия, провинция Бергамо, регион Ломбардия. Разположено е на 229 m надморска височина. Населението на общината е 3369 души (към 2017 г.).